# Onthophagus bituberculatus
Onthophagus bituberculatus là một loài bọ cánh cứng trong họ Bọ hung (Scarabaeidae).